# Bentō

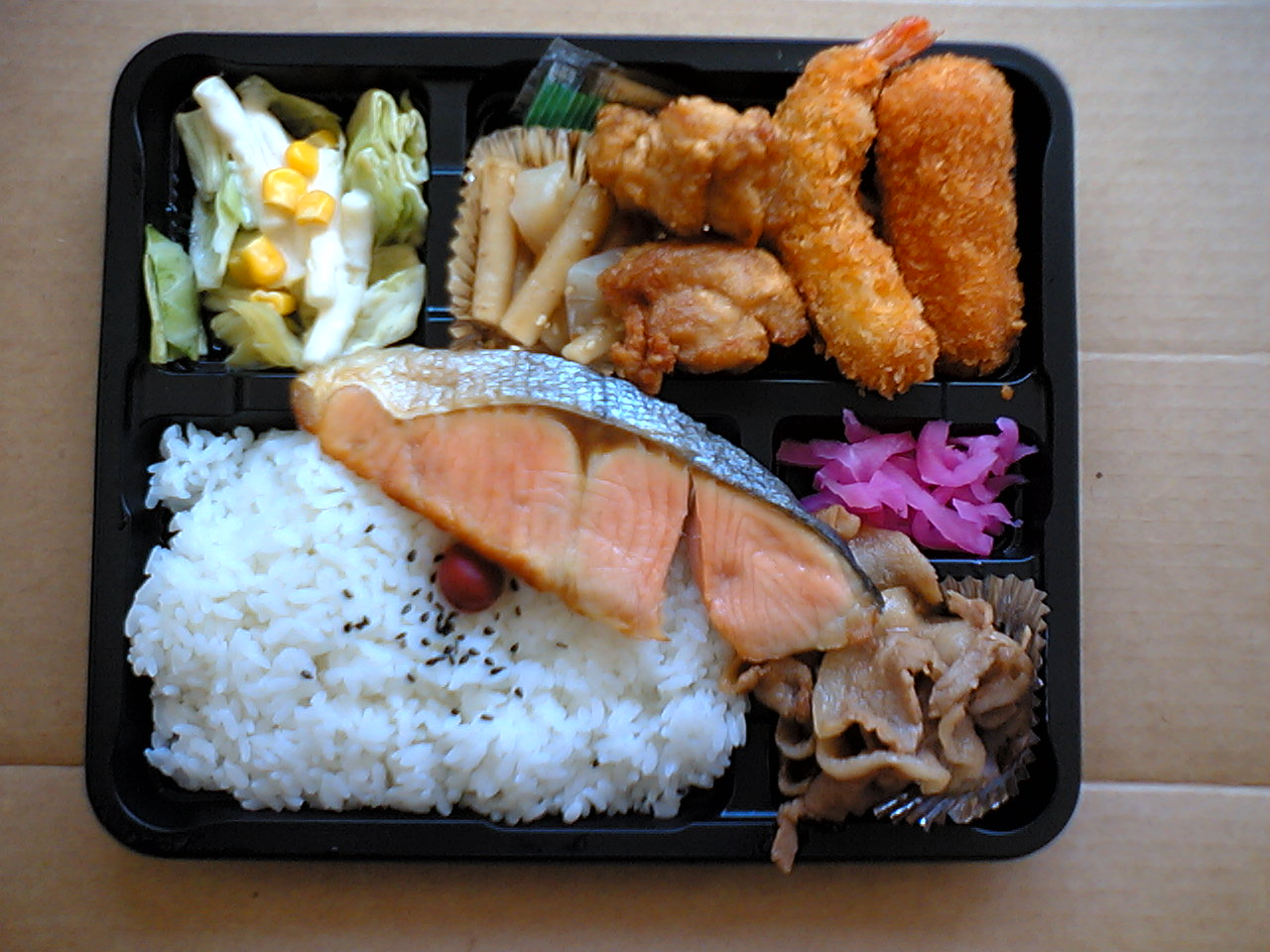
Bentō – 弁当 – „mit allem“ – von links oben im UZS: Nudelsalat, Schwarzwurzeln, Furaido Chikin, Tempura, Krokette, Tsukemono, Rindfleisch, Lachs und eine Umezuke auf Reis.

Das Bentō (japanisch 弁当, auch O-Bentō お弁当, selten 御弁当, mit dem Honorativpräfix „O“) ist eine in der japanischen Küche weit verbreitete Darreichungsform von Speisen, bei der in einem speziellen Kästchen mehrere Speisen durch Trennwände voneinander getrennt sind. Das Kästchen zusammen mit den Speisen nennt man ebenfalls „Bentō“ bzw. „Bentōbox“ (弁当箱 bentō bako).

## Geschichte
In Japan gibt es Bentō schon seit dem 5. Jahrhundert. Die ersten Bentōboxen waren Bambusröhren, die auch antiseptisch gewirkt haben sollen. Schon bald nutzte man, um sein Essen bei der Jagd, der Feldarbeit oder der Schlacht gegen den Feind leicht verfügbar zu haben, recht einfache kleine Holzdosen, die man teilweise sogar nach der Mahlzeit fortwarf. Seit dem 15. Jahrhundert sind Bentōs immer beliebter geworden. Je nach Zweck der Reise entwickelten sich unterschiedliche Formen der Wegzehrung; die inzwischen lackierten und häufig in kleine Fächer unterteilten Holzboxen wurden im Theater ebenso wie bei einer Teezeremonie oder einer Beerdigung gereicht.

## Darreichungsform
In Japan wurden und werden Speisen nach westlicher Art auf Tellern, aber öfter nach japanischer Art in vielen verschiedenen Schälchen gereicht, aus denen gleichzeitig gegessen wird. Das Bentō bietet die Möglichkeit, diese vielen kleinen Speisen in einem einzigen Behälter aufzubewahren und zu transportieren, ohne dass sie sich mischen.
Das Bentō ist ursprünglich eine Mahlzeit zum Mitnehmen, analog zum Schulbrot oder zu Fish and Chips, die einfach in Butterbrot- oder Zeitungspapier eingewickelt werden. Einfache Speisen wie Reisklößchen (Onigiri) werden heute auch in Japan in Kunststofffolien (Plastik) eingewickelt.
Bentō-Verpackungen sind im Inneren in mehrere Fächer aufgeteilt, in denen das Essen angeordnet werden kann. Ursprünglich bestanden Bentō aus leichtem Holz. Heutzutage werden meistens als Holzschachteln kaschiertes Polystyrol oder Kunststoffschachteln verwendet, die mit einem Holzdeckel oder einem durchsichtigen Plastikdeckel versehen werden, der den Blick auf das Essen erlaubt. Es gibt aber auch Bentōs in Form von Metallkästchen oder als kostbare handgefertigte lackierte Holzkästchen. Bento-Mahlzeiten werden traditionell auch in sogenannten Jūbako-Schachteln (重箱 jūbako, dt. etwa „gestapelte Kästchen“) transportiert bzw. aufbewahrt. Diese traditionellen Behälter bestehen aus ineinander passenden, stapelbaren Lackschachteln.
Da neben der Auswahl der Bestandteile und der Zubereitung auch das optische Arrangement und die Art der Verpackung von Bedeutung sind, können Bentōs auch Gesamtkunstwerke sein.
Arten
- Shōkadō bentō (松花堂弁当, dt. etwa „Bento nach Shōkadō-Art“) ist eine traditionelle, schwarz lackierte Bentōbox mit vier Fächern und einem Deckel. Es wurde nach dem Shingon-Mönch Shōkadō Shōjō (1582 bis 1639) benannt.
- Hinomaru bentō (日の丸弁当, dt. etwa „Sonnenbanner-Bento“) ist eine traditionelle, patriotische Art der Bentōzubereitung, die vor allem zu Kriegszeiten beliebt war. Hierbei wird eine rote eingelegte Pflaume (Umeboshi) auf weißen Reis gelegt, was die japanische Flagge (日の丸 hi no maru, deutsch ‚Sonnenrund‘) symbolisieren soll.
- Kyarakutā bentō (キャラクター弁当, dt. etwa „Charakter-Bento“), im Alltag meist kurz kyaraben (キャラ弁) genannt, ist eine beliebte Art der Bentōzubereitung, die dekorativen Comic- bzw. Animefiguren zum Thema haben.
- Oekaki bentō (お絵かき弁当, dt. etwa „Bilder-Bento“), im Alltag meist kurz oekakiben (お絵かき弁) genannt, ist eine moderne Art der Bentōzubereitung, die Tiere, Pflanzen, Menschen (z. B. Gesichter) oder Gegenstände (z. B. Monument) als Dekorationsmotiv haben.

O-Bentō-Arten – お弁当
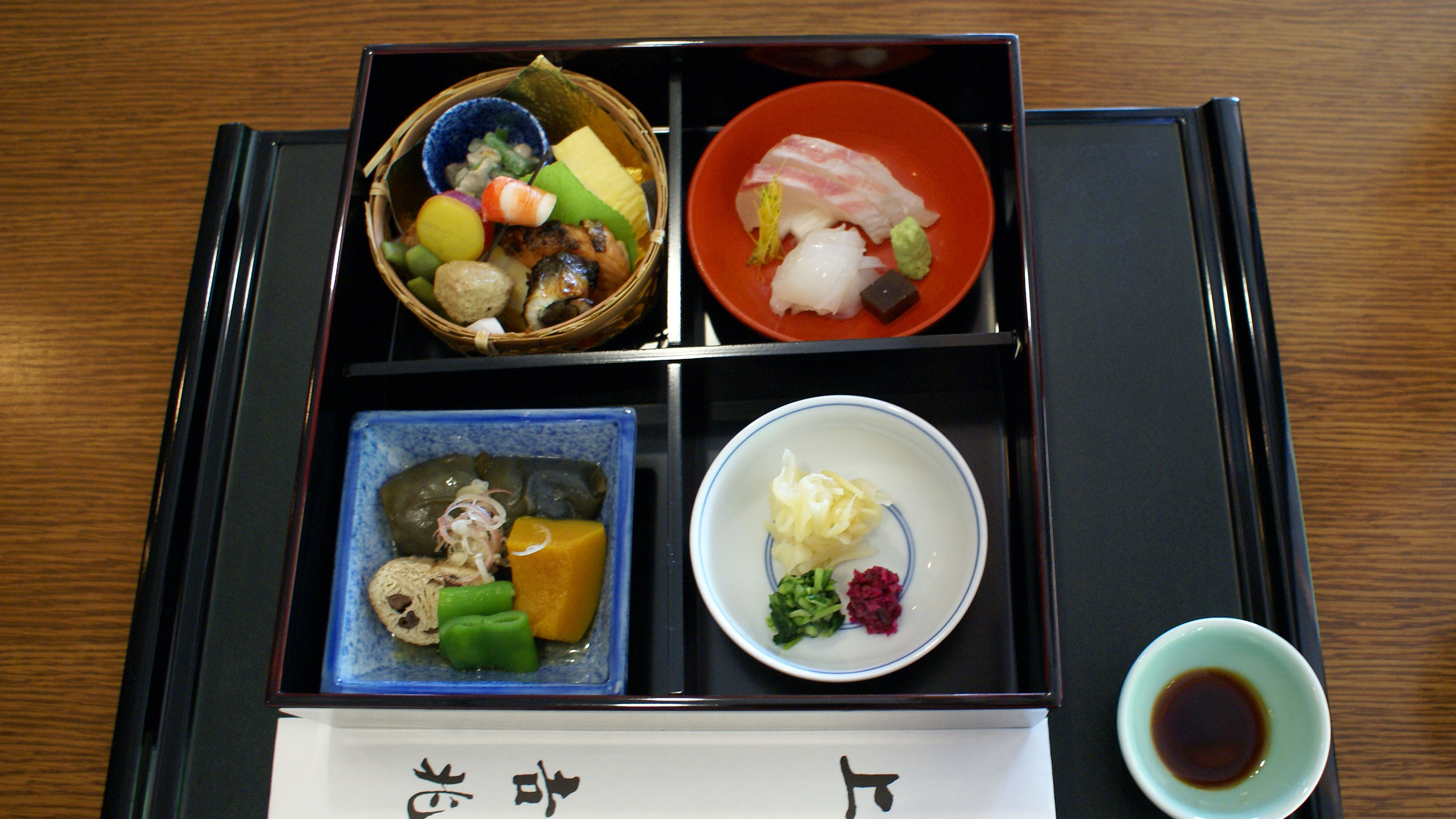
Shōkadō bentō – 松花堂弁当 – in schwarzer Lackbox
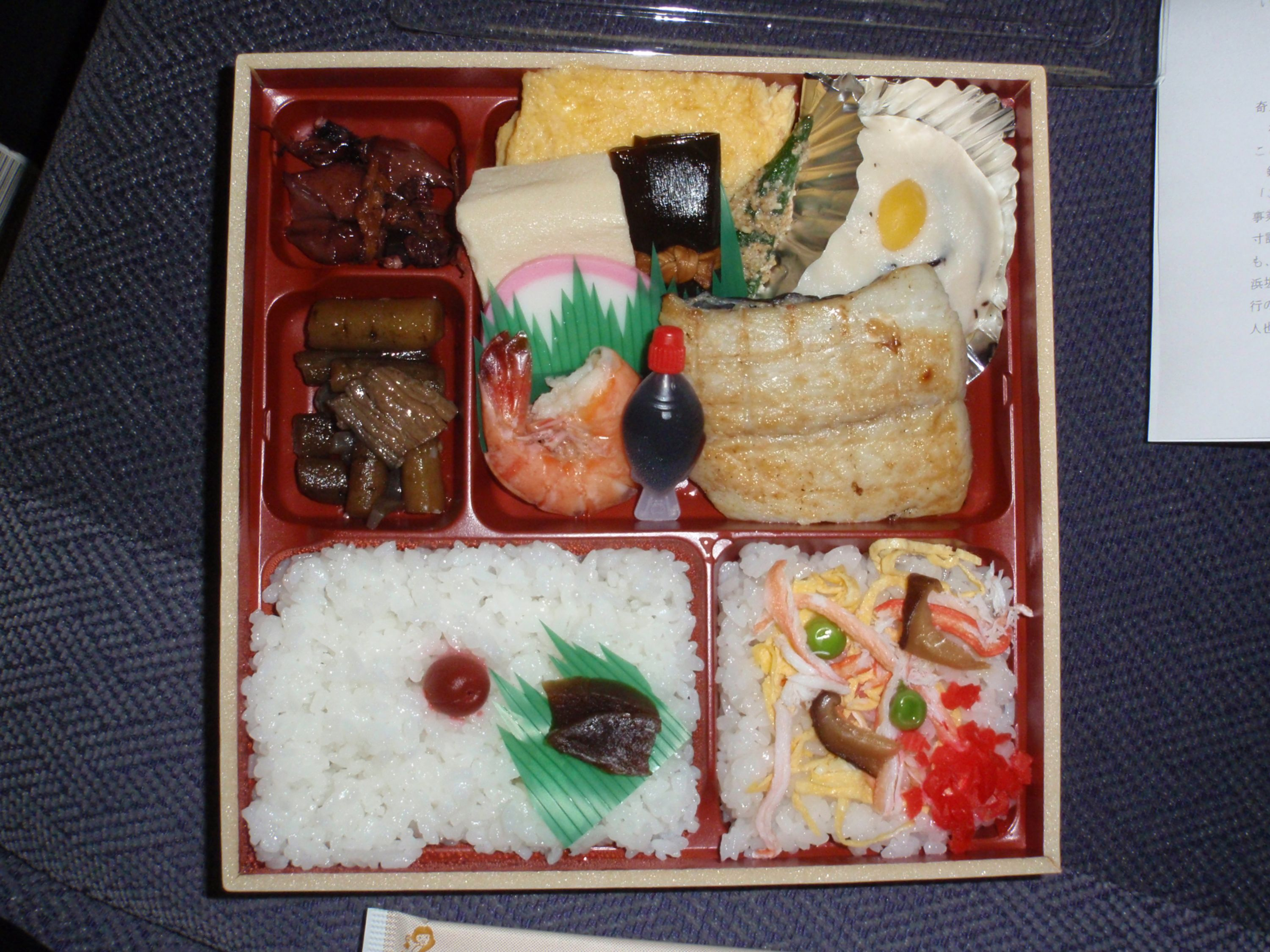
Hinomaru bentō – 日の丸弁当 – als „Eki-Bentō“
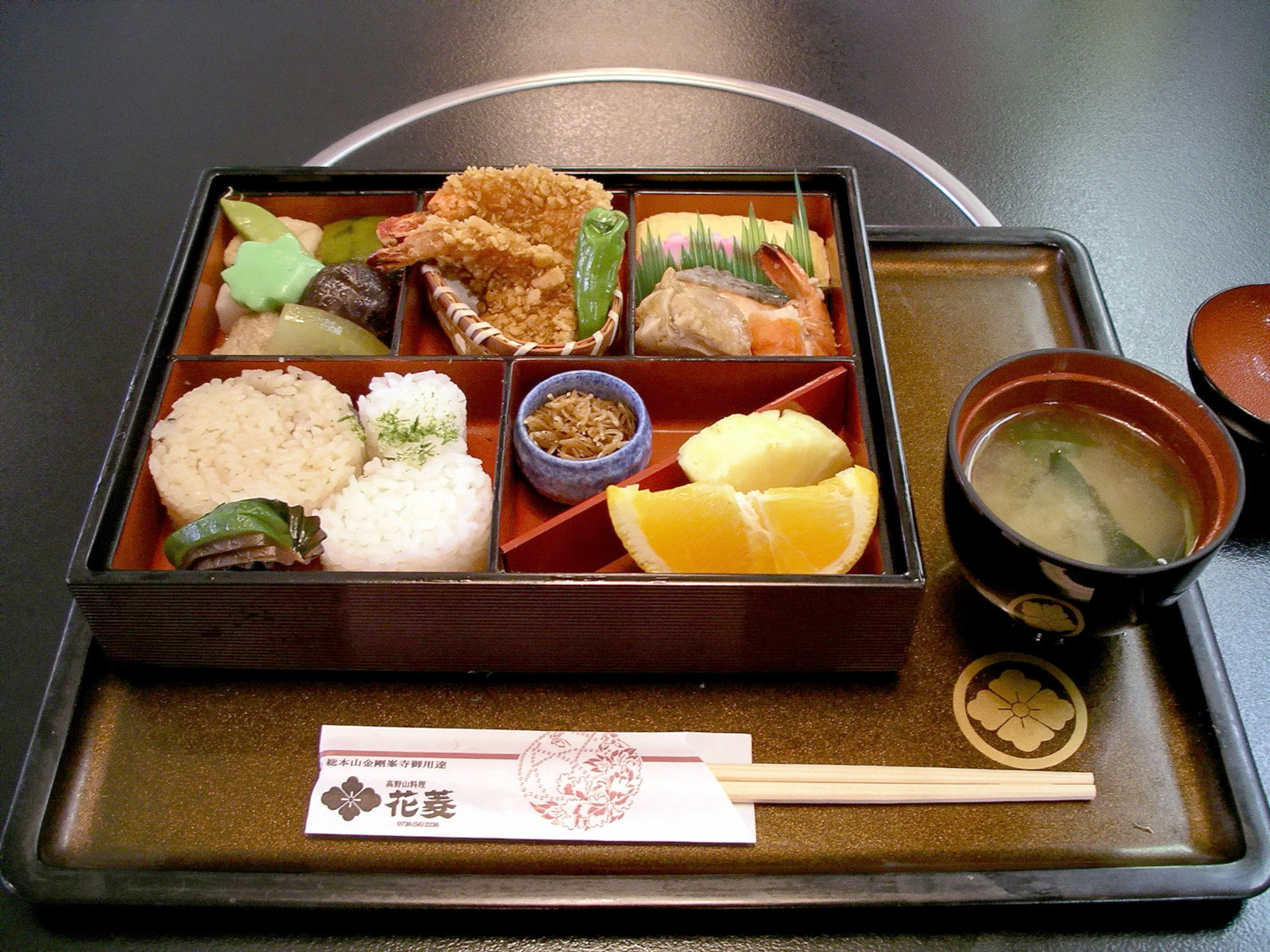
Bentō mit Miso-Suppe vom Hanabishi-Ryōtei – 花菱料亭, Kōya-san
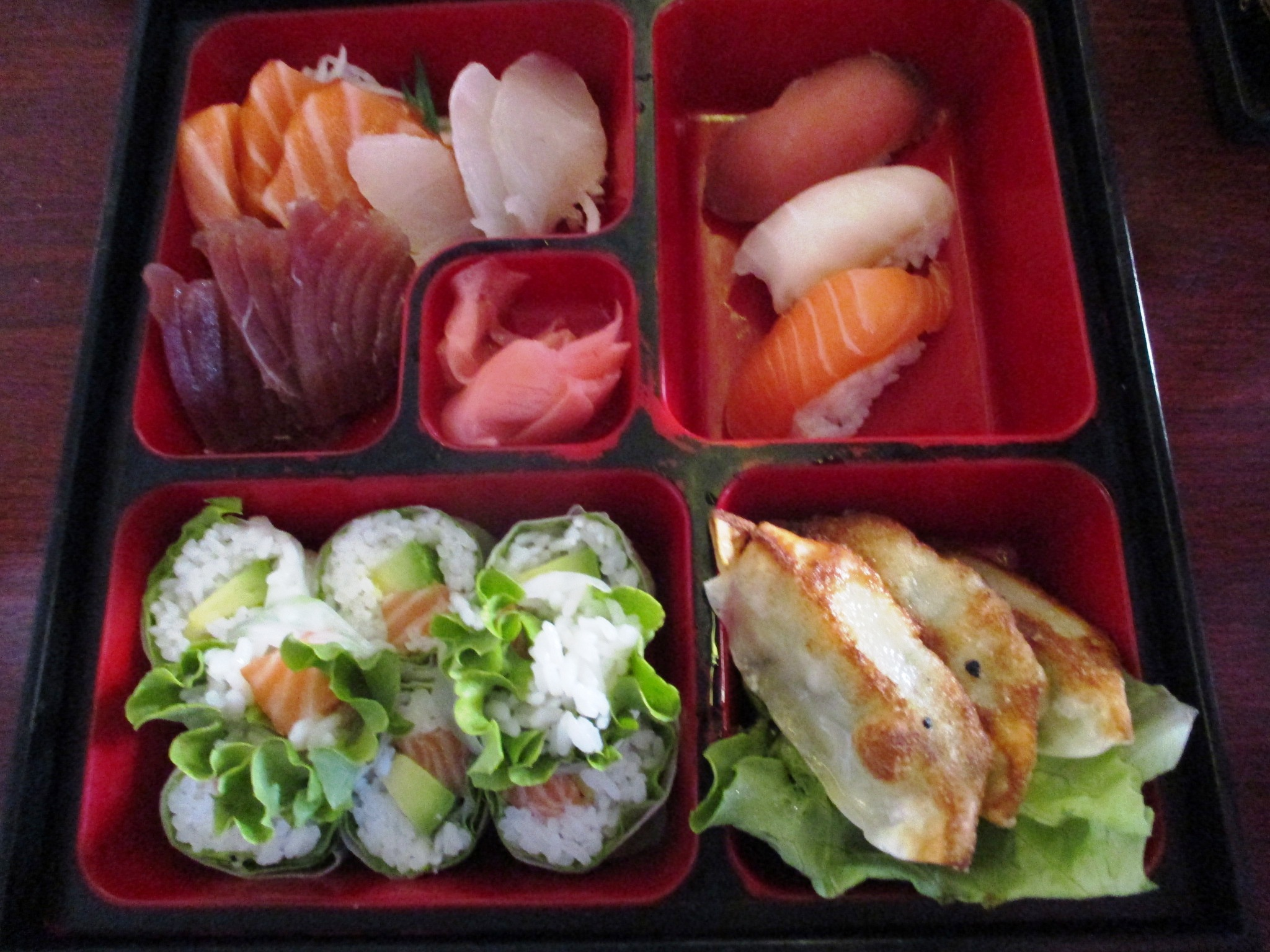
Sushi-Bentō – 寿司弁当 – mit Gyōza (unten r.)
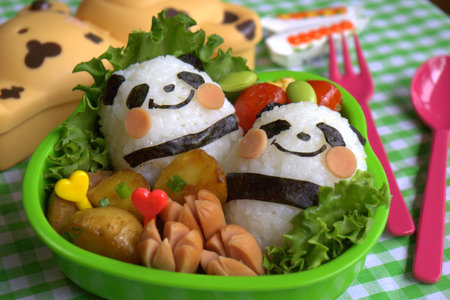
Kyara bentō – キャラ弁当 – mit Panda-Comicfigur
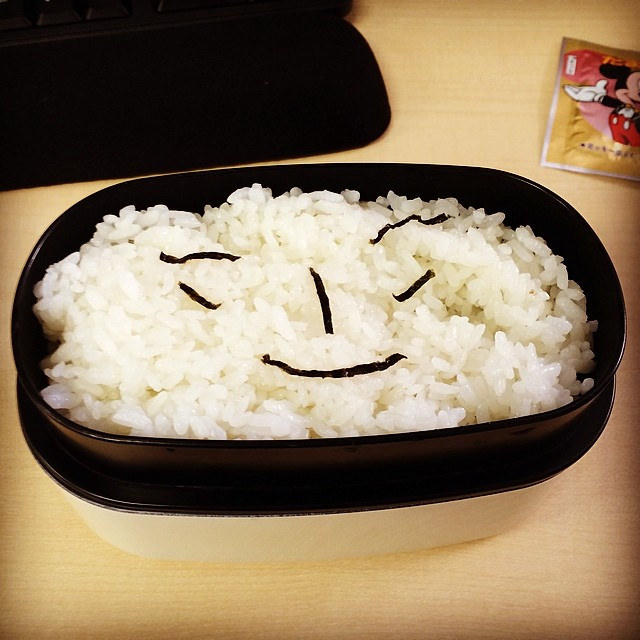
Oekaki bentō – お絵かき弁当 – Gesicht auf Reis

## Inhalt
Das Bentō ist nur eine Darreichungsform, keine bestimmte Mahlzeit. Praktisch jede Speise wird heute in Japan auch als Bentō angeboten, bis hin zu Hamburger-Bentō, Spaghetti-Bentō und Schnitzel-Curry-Bentō. Seltener sind verschüttbare Mahlzeiten wie Suppen. Hier gibt es allerdings inzwischen von einigen japanischen Firmen für das zuhause zubereitete Bentō absolut dichte Bentō-Thermobehälter.
Alle Speisen, die als Bentō verpackt werden, können sowohl warm als auch kalt gegessen werden. Viele Bentō-Verpackungen sind mikrowellendurchlässig, damit man das Bentō bei Bedarf erwärmen kann. In den meisten Läden stehen sogar Mikrowellenöfen bereit, mit denen die Kunden ihr dem Kühlfach entnommenes Bentō selbst erhitzen können.
Traditionell besteht ein Bentō aus den Hauptbestandteilen der japanischen Küche: Reis, Fisch- oder Fleischstücken und diverse (eingelegte oder gekochte) Beilagen, wie etwa verschiedene Gemüsearten, Pilze und andere. Praktisch allen Bentōs (auch den „westlichen“) ist gemein, dass sie:
- Reis als Hauptbeilage haben und
- mindestens fünf oder sechs verschiedene Beilagen, teils nur in Kleinstmengen, beinhalten; so sind sehr häufig ein paar Stücke eingelegtes Gemüse (Tsukemono) und etwas Kartoffel- oder Nudelsalat dabei.

Hausgemachte Bentō-Mahlzeit
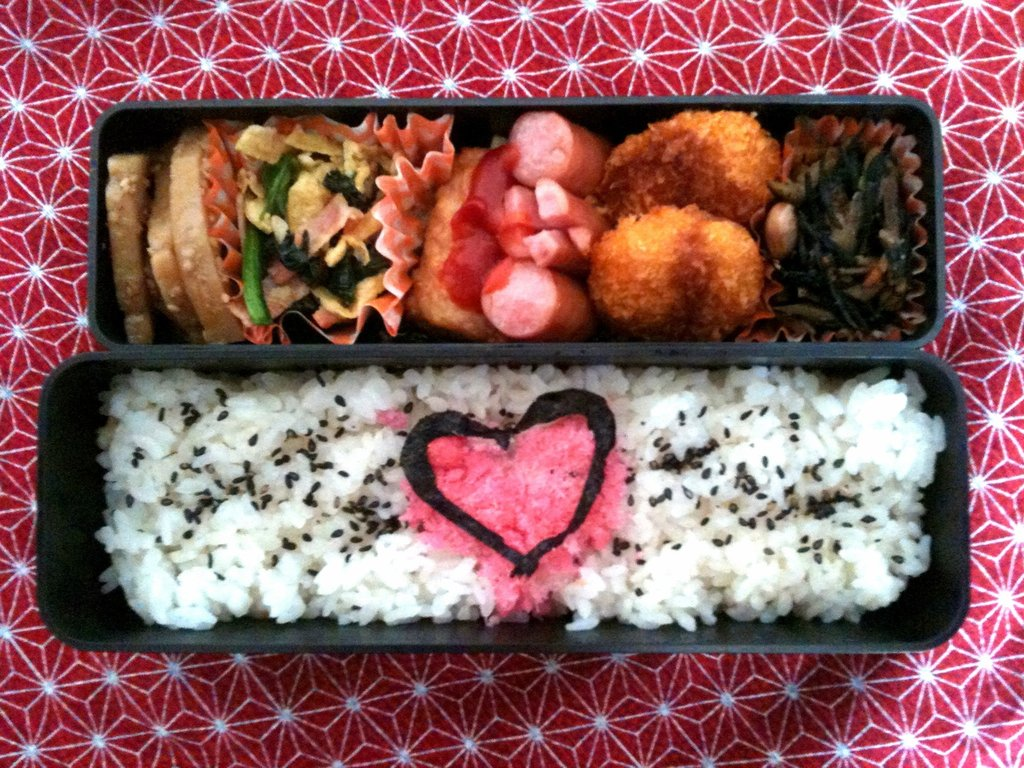
Typisches Bentō mit Reis und Beilagen
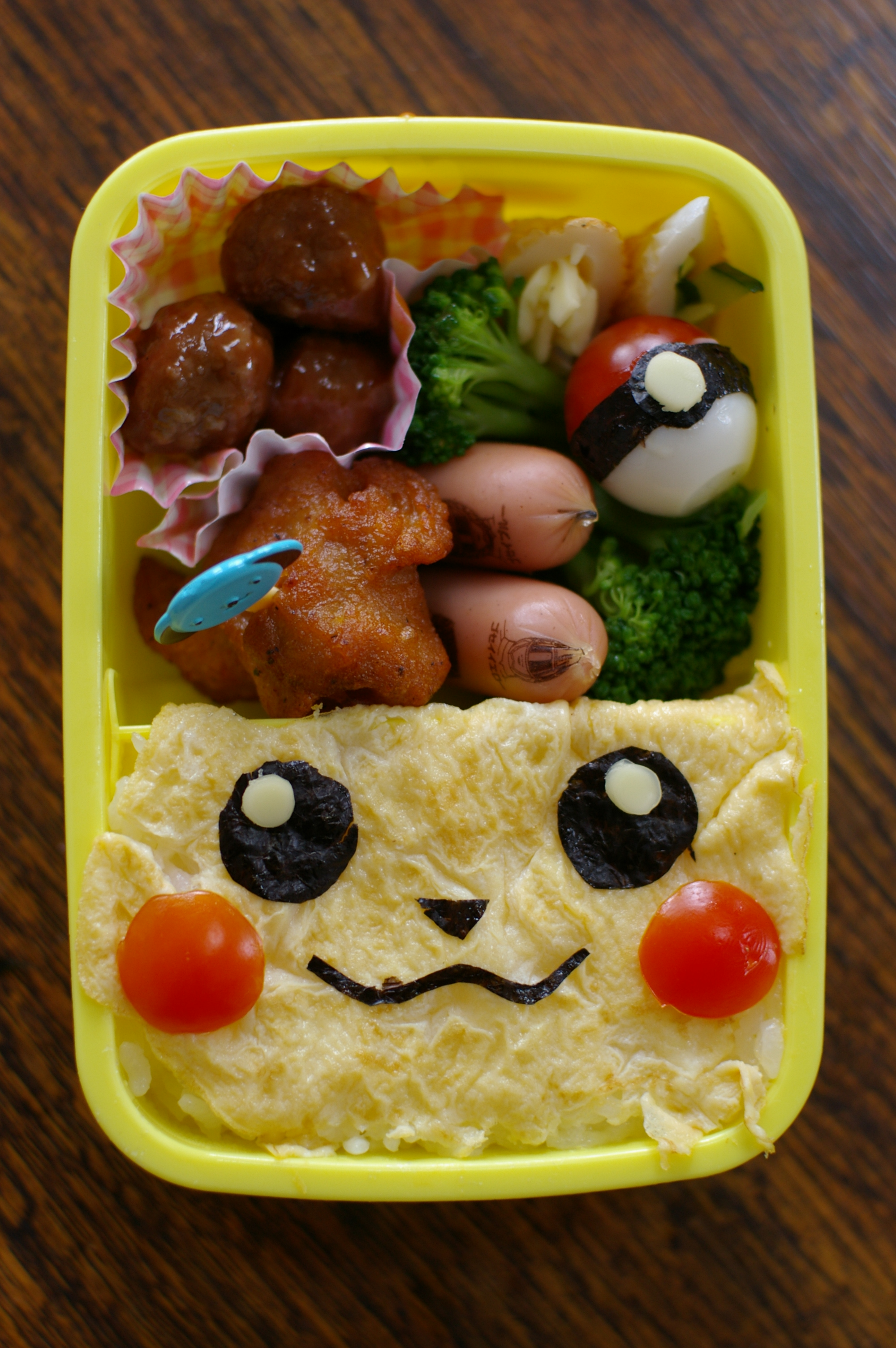
Pikachu-Bentō
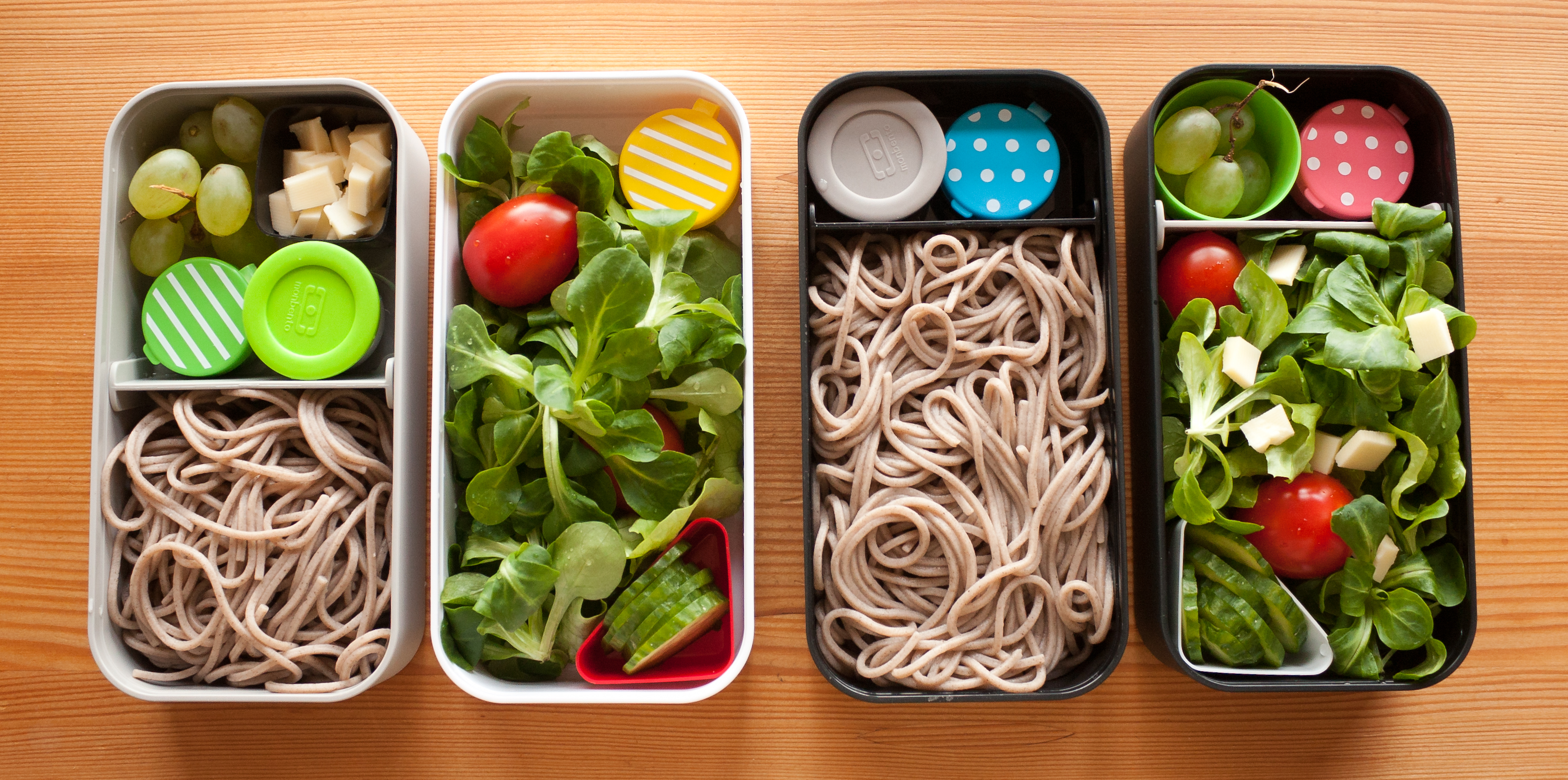
Vegetarisches Soba-Bentō mit grünem Salat und Obst
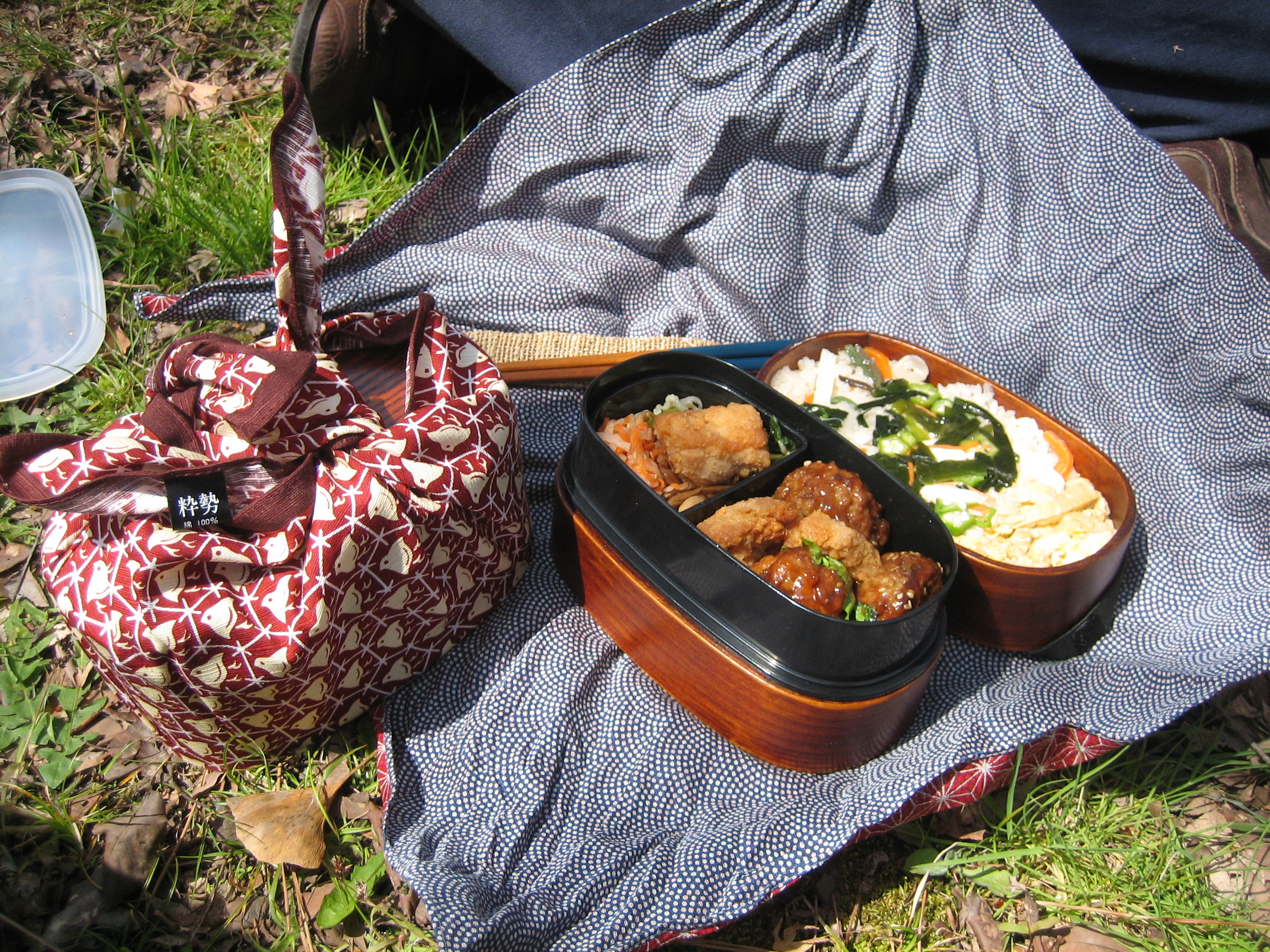
Traditionell verpacktes Bentō in Furoshiki
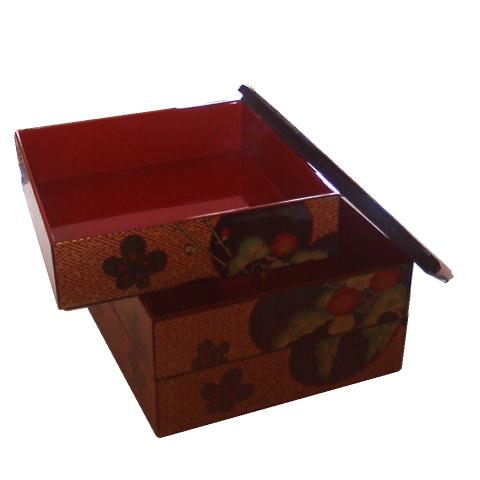
Jūbako-Lackkästchen
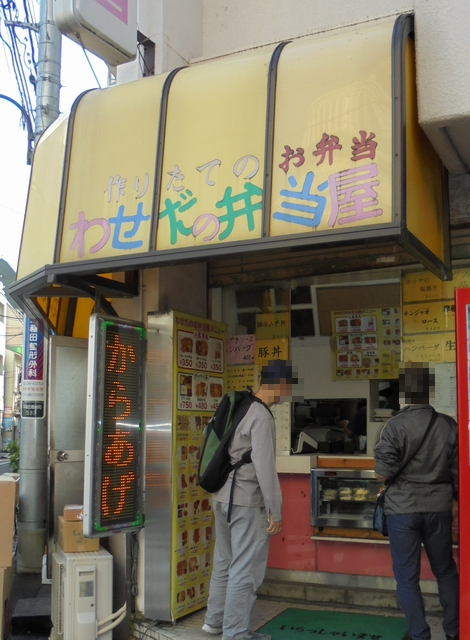
Bentō-Laden, Tokio

## Verfügbarkeit
Im Allgemeinen werden Bentō traditionell zu Hause morgens frisch zubereitet. Sie können aber auch in vielen eigens dafür eingerichteten Bentō-Läden (弁当屋 bentō-ya) gekauft werden, beispielsweise auf Bahnsteigen oder in Einkaufszentren. In den zahlreichen 24-Stunden-Geschäften (meist Convenience Stores, コンビニ konbini) sind ebenfalls fertige Bentō erhältlich.
Eki-Bentō
Um die so genannten Eki-Bentō (駅弁当, auch 駅弁 eki-ben) – Bahnhofs-Bentō – hat sich eine eigene Esskultur entwickelt, da jedes Geschäft an jedem japanischen Schnellzug-Bahnhof (新幹線駅 Shinkansen-eki) Bentō in einer nur für ihn typischen Zusammenstellung anbietet.